# 朝鲜的女性
由于朝鲜的政治孤立、朝鲜当局不愿让外国调查人员进入该国以及存在相互矛盾的报道，朝鲜妇女的地位在国外尚不完全了解。朝鲜政府的官方立场是女性享有与男性平等的权利。
朝鲜制定了《男女平等法》、《劳动法》和《基本产业国有化法》等法律。 虽然这些社会制度还没有完全成功，但它们已经融入到日常生活中来帮助女性。 实施的改革规定了妇女的工作权利、财产继承和分享的权利以及自由结婚和离婚的权利。朝鲜还宣布一夫多妻制为非法。国家没收了所有私有土地，理论上消除了财产歧视。 如今，朝鲜的女性积极参与各行各业的工作，其中不少女性也担任着重要的职务。此外，还有许多为女性提供服务的设施，如疗养院、妇产科医院等等。
从事高薪工作的男女比例远低于从事低薪工作的男女比例。 此外，大多数处于社会高位的女性都是最高领导人的亲属或妻子。尽管改革试图削弱父权制社会结构，但政治氛围是改革旨在消除的同一父权制结构的一个例子。 这表明新儒家思想仍然渗透并影响着社会和政治政策的程度。 朝鲜并没有效仿中国、老挝、柬埔寨和越南反对儒教的运动。

## 朝鲜分裂前
在朝鲜王朝，为了保证家族的延续，女性被要求生育和抚养男性继承人。 妇女很少有机会参与社会的社会、经济或政治生活。 对女性角色施加的限制有一些例外。 例如，女巫被召唤驱邪治病、旱灾祈雨、占卜算命等。
在全州李氏和新儒家思想未被引入之前，女性相对拥有更多的权利和自由。新罗时期的女性在社会中拥有更高的职位和地位（虽然不与男性平等），并拥有许多合法权利，包括被视为一家之主的权利。此外，在高丽时代，女性再婚以及男女平等的继承财产是完全可以接受的。
然而，随着韩国进入全州李氏（朝鲜王朝），儒家思想被社会所强烈坚持，并极大地影响了男性和女性的角色。从7岁开始，男性和女性被分开，并被限制在房子的指定区域:外面的部分(sarangcha)是男性的，里面的部分(ancha)是女性的。按照韩国儒家的标准，“贤妇终生从男：幼时从父，出嫁从夫，夫死从子”
在传统的韩国社会中，很少有女性接受过任何正规教育。然而，在 19 世纪后期韩国对外开放之后，基督教传教士建立了女子学校，从而使任何阶层的年轻韩国女性都能接受现代教育。受实学（Slihak）、东学(Tonghak)和西方思想的影响，优先关注人权和平等。因此，在 1886 年，梨花女子大学成立为第一所现代女子学校。为响应 Chanyang-hoe（Chanyang 协会）及其对女性教育的重视，政府于 1908 年建立了第一所公立女子学校，名为韩松女子高中（Hansong Girls' High School）。
在日本殖民统治时期(1910年至1945年)，韩国女性经历了与西方世界女性相似的社会变化。20 世纪初的城市化和现代化为女性提供了就业机会。妇女从农村地区移居城市，为自己创造新的生活，通常在工厂找到有固定工资的工作(对农村农场的妇女来说是一种新现象)，她们经常把工资送回家贴补家庭收入。 这些城市女孩在就业和城市生活中有了新的独立感和自决感。然而，20世纪初工厂恶劣的工作条件和长时间的工作时间，往往限制了他们的成功和幸福。
其他更幸运的妇女在城市地区的中学接受教育。有些人甚至有机会在日本更有名望的机构出国留学。 有些人甚至有机会到日本更著名的学府留学这些女性构成了社会精英中的一个新阶层，是消费文化的参与者。这些被称为“摩登女孩”的女性利用了 20 年代和 30 年代女性获得的新机遇。她们通过与城市专业人士结婚，超越了农业阶级的局限，参与了蓬勃发展的现代艺术和文化场景，并放弃了传统的朝鲜韩服，转而穿上西方服饰。 虽然大多数朝鲜女性仍然过着传统的生活，但正是这些“摩登女孩”帮助将文化景观转变为更加现代和国际化的景象。
尽管农村妇女无法获得其中许多机会，但 20 年代和 30 年代确实给农村地区带来了积极的变化。妇女在更有限的范围内接受培训和教育，并有扫除文盲的运动这些社会经济领域的教育运动后来影响和鼓励了朝鲜的共产主义活动。 它有助于传播共产主义理想，更容易教育和团结人民围绕共产主义。妇女也更多地参与公共领域——这是殖民时期所作变化的延续。

## 朝鲜分裂后

### 朝鲜革命期间，1945–1950
1945 年之后，女性的社会地位和角色发生了根本性的变化。在 1950 年至 1953 年的朝鲜战争之前，朝鲜的共产主义政权开始重组传统的朝鲜社会，以反映理想的共产主义社会。朝鲜的共产主义政权在其促进平等的努力中，赋予妇女重要的职位和在其社区中的代理权。民班就是这样的一个例子，它由大约 20-30 个家庭组成，通常由女性领导。这些妇女负责建筑物的维护和财务，并且通常会关注她的选民的生活。根据政府的说法，“民办首长应该知道每家每户有多少根筷子和多少把勺子。”这些妇女还向警方报告了任何可疑活动，并进行了随机检查。这些民班领导人直接为共产主义事业和监视文化做出了贡献，与男性同行一起担任领导职务。
该政权还发行了专门针对女性的出版物《朝鲜女星》，以进一步教育女性共产主义理想。该出版物包括家庭小贴士、健康建议、教育材料和政治宣传。
朝鲜政府鼓励妇女参加各种团体，其中妇女组织是强大而有雄心壮志的。朝鲜妇女社会主义联盟是其中之一，该组织要求政府实行带薪产假和废除工资歧视。  此外，她们还负责社会变革，包括教育、产前服务和妇女讲座。通过这样的组织，女性在朝鲜政权下拥有一定程度的代理权。
妇女在朝鲜政权下并非完全自由，她们的权利受到限制。在革命时期，政权牢牢控制着妇女的日常生活，女性被分配时间表，要求她们烹饪、打扫卫生，一天只允许有一个半小时的私人时间。她们还需要在家庭责任和组织责任之间巧妙平衡，但实际上这是一项繁重的任务，几乎不可能完成。
在朝鲜革命期间，许多妇女积极参与了经济建设和发展，担任各种角色，如记者、教师和文员。这些女性非常有前瞻性，其中一些人希望成为未来女企业家的开拓者。 但是，由于朝鲜政权强调妇女的家庭责任，他们仍然将女性的经济参与视为一场艰苦的战斗。因此，尽管女性在某些方面拥有政治和经济代理权，但她们仍然与家庭密切相关，这种差异最终只会强化传统的性别角色，尽管共产党政府强调性别平等的重要性。
女性的革命角色与母性联系在一起。虽然女性在家庭外也担任着记者、教师、文员等角色，但她们仍被视为抚养社会主义孩子的母亲。 母亲们被视为“最具牺牲精神的模范公民”，但她们在家庭和较低的社会阶层中受到限制。政府希望母亲们向孩子们灌输强烈的共产主义价值观，并在最基本的家庭层面支持政权。因此，对于大多数女性而言，她们的能动性位于家中，而不是工作场所或政治领域。这种现象表明，尽管共产党政府强调性别平等的重要性，但在现实中，女性在家庭中承担的角色仍然是传统的性别角色。
朝鲜战争爆发后的前三个月，朝鲜人民军占领了韩国南方，建立了类似于在朝鲜境内的妇女组织。

### 朝鲜战争后

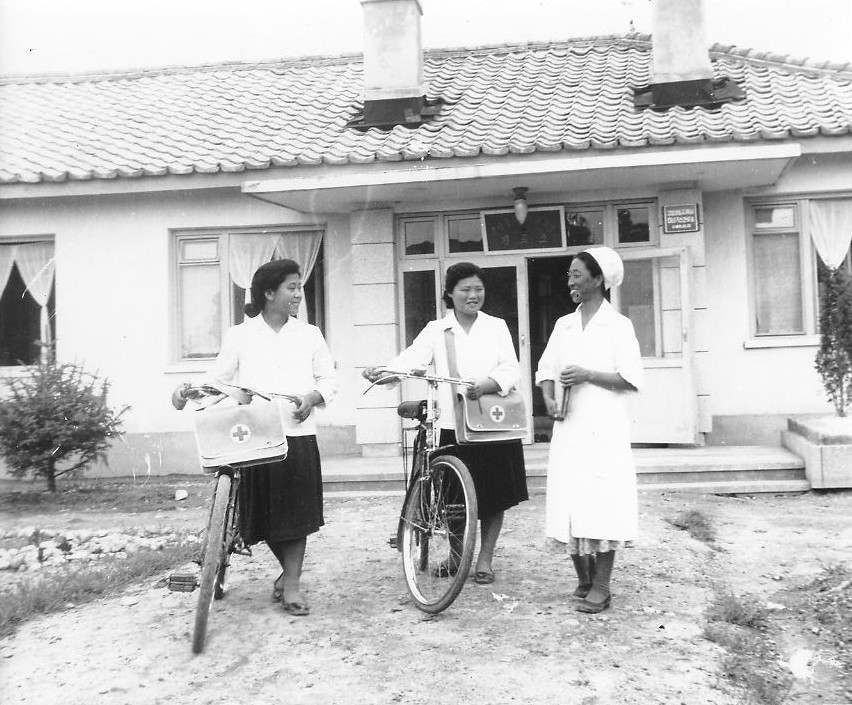
为军队提供物资的妇女，1972 年 6 月

朝鲜战争结束后，由于猛烈的轰炸，朝鲜和韩国的人口比例大不相同。爆炸事件给朝鲜造成了重大损失，这是在越南战争中没有发生的事情。此外，朝鲜在战争期间失去了12-15%的人口，死亡的人中有超过一半是男性。这两个因素共同影响了朝鲜妇女的地位。人口增长对于朝鲜的发展至关重要，因此妇女被鼓励生育，并且避孕和堕胎难以获得。 
在朝鲜，不生育或不想要孩子在社会上被认为是不可接受的。然而，这种立场最终会被扭转。许多在中国的朝鲜逃亡者声称，在朝鲜，强制堕胎和婴儿凶杀很普遍。

朝鲜认为性别平等原则在社会中同样重要，女性参与社会也被重视。1972年宪法宣称“女性享有与男性平等的社会地位和权利”，并且妇女在社会和经济中被赋予了相同的角色。女工数量迅速增加，同时获得“同工同酬和特殊待遇”。 此外 ，可以看到女性在社会中的作用越来越大，而不是单纯的家庭主妇。  1990 年宪法规定，国家为提高女性社会地位创造各种条件。原则上，朝鲜强烈支持性别平等， 并制定了不同的妇女解放政策，但实际上，朝鲜仍然是一个男权社会。
朝鲜建国后，开始应用共产主义的性别平等原则。朝鲜认为他们可以通过妇女参与经济生产和经济解放来实现性别平等。例如，金日成曾经说过：“妇女只有以不亚于男人的奉献精神和意识去解决工厂和农村生产战线上出现的问题，才能实现完全解放”。旨在将妇女的职责从家庭转移到国家的生产劳动中。因此，从理论上讲，女性可以通过有偿劳动等非传统角色获得不同的社会地位。
朝鲜的领导人一直致力于推动家庭、经济和社会制度的变革，制定新的法律和社会规划，以促进男女平等。 妇女在政治方面也获得了更多的机会，尤其是在政府的基层。但是，无论如何，我们也必须承认，朝鲜女性的社会经济地位仍然无法与男性相媲美。 
尽管朝鲜在提高女性地位方面取得了经济进步，但和男性相比，女性的财产权显然不具备同等地位。女性被分配到工资较低的职业中，因此男性成为朝鲜家庭的主要收入来源，导致了对男性的家庭结构的依赖。妇女在家庭收入中的贡献相对较少，往往成为家庭收入的次要来源。因此，一些女性嫁给高收入者后会选择辞去工作，而大多数已婚女性则会在家工作。这也导致了劳动力市场中女性和那些依赖丈夫的女性之间存在明显的差距。
在韩国历史上，男女不平等的现象一直存在，并深深扎根于儒家思想之中。虽然在朝鲜，女性在低级别的职位中担任三分之一的代表职位，但她们对于重要决策的影响力有限。实际上，很少有女性担任权力更大的组织，如KWP大会的中央委员会和政治局（政治委员会）以及行政委员会（内阁）等职位。 由于女性在更高的权力职位上缺乏代表和参与治理的机会，因此她们的声音没有得到充分的听取。尽管女性在韩国历史上的地位可能发生了变化，但在现代朝鲜社会中，儒家文化的影响仍然根深蒂固。

### 千里马运动
千里马运动（Ch'ŏllima意为“千里马”，但翻译为“飞马”）是朝鲜政府在1950年代后期发起的一场群众动员运动，旨在巩固其权力。
该运动以提高妇女地位为重点，通过帮助建立托儿所、幼儿园、洗衣店和高效的食品工业来实现家务劳动的社会化。 妇女联盟的一名成员表示，“孩子是由国家资助抚养成人的。如果需要熨衣服，那么可以去洗衣店。食品工业也得到了很好的发展，因此可以随时购买食物。” 
由于千里马运动的推动，女性劳动力的数量大幅增加。从1956年至1964年，女性劳动力增长速度超过19%，占劳动力总数的49%。在1963年至1989年间，女性专业人员和技术人员的数量增长了10.6倍，而男性专业人员仅增长了2.5倍。为了继续提高这些积极的统计数据，越来越多的女性受到鼓励，努力争取与男性同等甚至更高的地位。

### 21 世纪

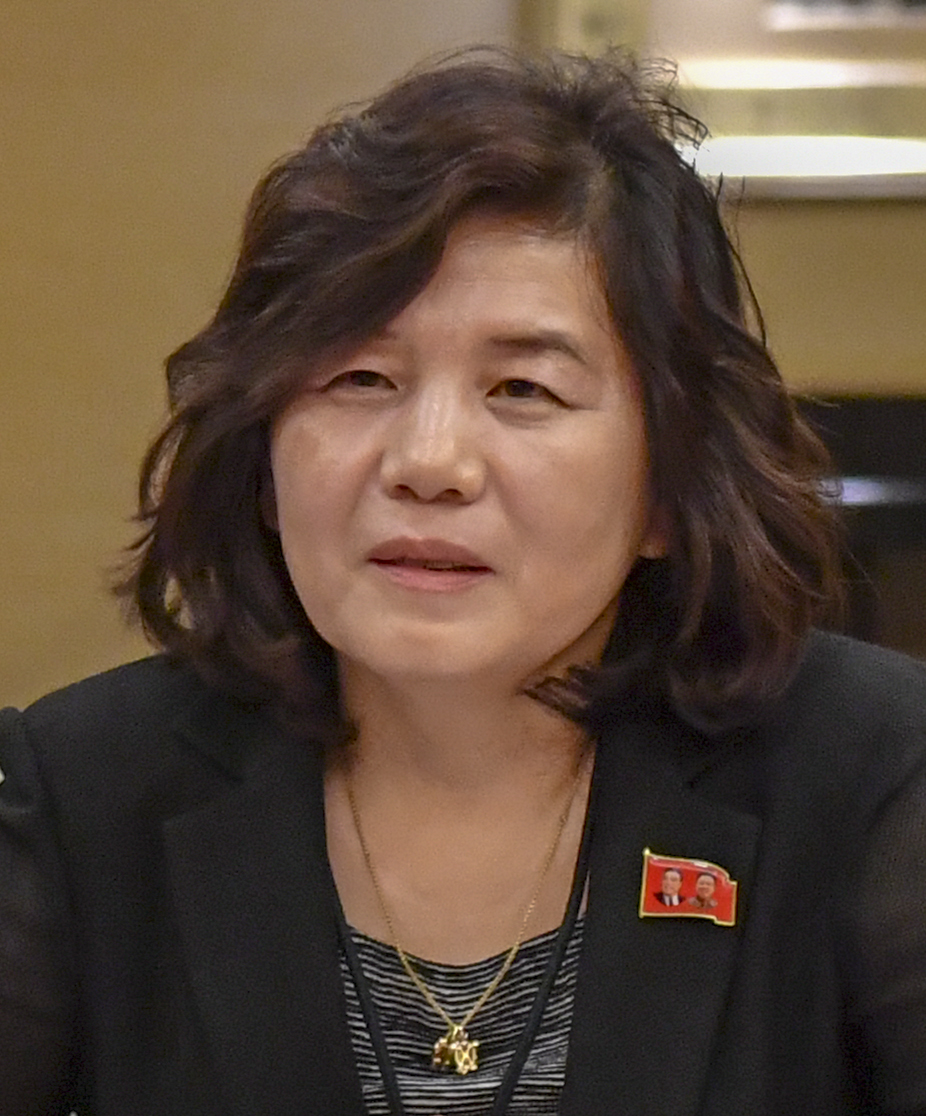
Choe Son-hui, 2018 年被任命为外交部第一副部长

在2010年代，随着金正恩最高领导人的领导，数名女性被提拔到重要的政治和外交职位。

### 统计数据
根据1980年的数据，女性在农业劳动力中占56％，工业中占45％，矿业中占20％，林业中占30％，重工业中占15％，轻工业中占70％。对轻工业的高度重视旨在提高贫困人口的生活水平，并解决食品和消费品普遍短缺的问题。1989年，朝鲜宣布为“轻工业年”，让更多的女性从重工业转向轻工业。女性占学校教师的80％，但在大学里的比例很低。例如，在金日成大学，女性占教师的10％和学生的25-30％。在专业技术人员中，1963年女性仅占14.6％，而1989年女性已超过37％。1963年至1989年，女性专业技术人员增加了10.6倍，而男性只增加了2.5倍。

## 促进朝鲜妇女社会变革的法律
在朝鲜，临时人民委员会颁布了各种法律以促进社会变革，如《土地改革法》、《妇女平等法》、《劳动法》和《基本产业国有化法》等。
其中，最进步的变化是1946年颁布的《妇女平等法》。该法强调了妇女在各领域的平等权利，包括自由结婚和离婚、继承和分享财产的平等权利等。这个法律废除了包办婚姻、一夫多妻制、纳妾、买卖妇女、卖淫和职业艺人等制度。
朝鲜的劳动法规定了妇女在工作中的权利。其中，第14至17条规定了母亲和孕妇的权利，包括77天全薪产假、工作期间带薪哺乳时间、禁止孕妇或哺乳期妇女加班或上夜班，以及转移孕妇更容易享受同工同酬的工作。
此外，基本产业国有化法通过消除私有财产削弱了族长的经济权力。
与韩国女性为废除家族封建制度而斗争不同，朝鲜民主妇女联盟用新的公民登记制度取代了基于男性血统的户籍制度（家族封建制度）。因此，赋予妇女更多购买和拥有土地的权力。

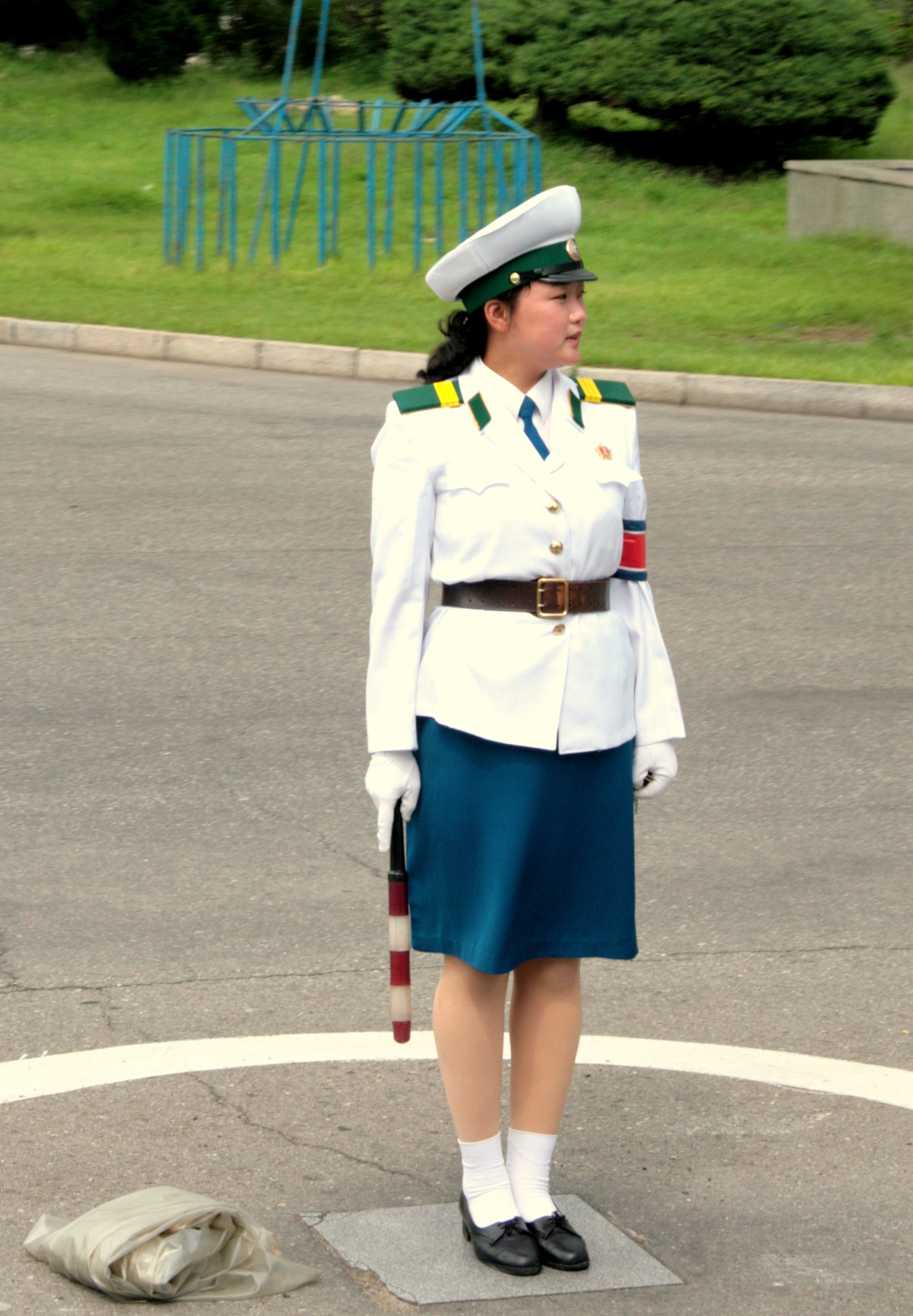
一名处理交通的女警察，8 月 2007

这些社会变革对于家庭结构产生了巨大的影响。氏族最终消失，家谱系统被彻底摧毁，核心家庭系统开始出现，从而使得社会中的女性与男性更加平等。
尽管制定了新的法律使女性与男性更加平等，但朝鲜女性在社会上与男性完全平等这一点仍有很大争议。有证据表明，在朝鲜，男性的薪酬高于女性。因此，工资差异反映了女性在各种职业结构中的不平等代表性，这表明了劳动的性别分工。

## 军事
2015 年初，朝鲜政府决定强制所有居住在该国境内的女性服兵役，以应对国家军事力量不足的问题。要求初中和高中毕业的 17 至 20 岁女性必须参加入伍。在此之前，女性只是自愿服役，而男性一直是被迫服役。
女性服役期限与男性不同，在23岁时可以免于服役，而男性需要服役10年。该政策的提出旨在缓解1990年代饥荒期间朝鲜所面临的死亡、低出生率和高儿童死亡率的损失。这一指令引起了很多关注，因为在大多数朝鲜家庭中，妇女是通过从事非法生意来赚钱。
2003年，在一年一度的最高人民会议上，政府对军人服役期限进行了缓刑，将男性的任期从13年减少到10年，女性的任期从10年减少到7年。

## 性别平等
尽管朝鲜政府官员公开声称朝鲜是一个没有阶级的社会，但实际上还是存在阶级的。政治上有权势的、富有的和受过教育的人和普通公民之间存在着明显的差距。朝鲜整个社会的财富和特权分配是不公平的。朝鲜人根据家庭出身被分成不同的群体，这是不可避免的。如果某个家庭的成员犯罪，整个家族的地位都会下降。

女性的地位并不与男性完全平等。相对于社会地位较低的女性，男性在职场晋升方面的优势要大得多。一旦下层阶级的女性结婚，就被视为完成了她们的职业生涯，而男性则不然。然而，来自更高级别家庭的女性有更多机会。

## 劳动分工

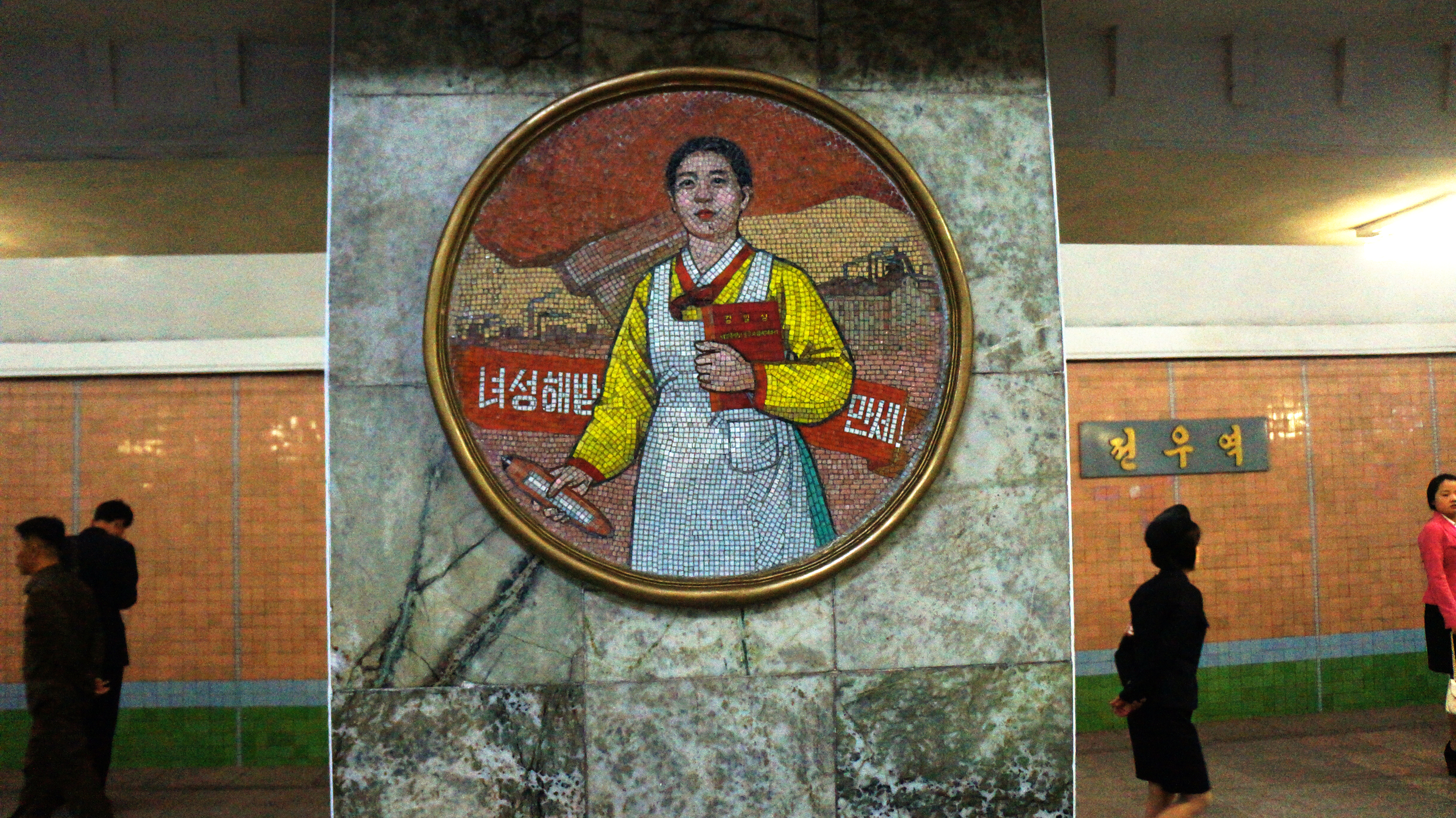
公共马赛克展示了一位手持纺锤的妇女，纺锤上写着“妇女万岁！”

在朝鲜，传统上重体力劳动主要由男性承担，而轻活则由女性承担。国家根据对家庭声望、能力和技能的评估，事先决定个人的职业。例如，国家不太可能将一个受过高等教育的富裕家庭派遣到矿区长期从事体力劳动。总之，对于朝鲜男性和女性来说，每个公民的职业都必须完全由外部权威计算和商议。

## 在家庭中的角色
从第二次世界大战结束到今天，女性在家庭领域和公共领域的角色已经发生了数次变化。战后，女性开始大量参与社会主义经济，在国家重建中扮演着重要的角色。随着经济的改善，对女性的劳动力需求逐渐减少，并开始出现向更传统角色的转变。国家雇员得到口粮，大多数家庭可以靠它生存。
在1990年代的朝鲜饥荒期间，公共分配系统的口粮耗尽，家庭不得不到其他地方寻求经济支持。。即使没有报酬，男性仍然需要参加政府工作。政府因资金短缺而严重依赖男性提供的免费劳动力，很难很快停止这种做法。
要想不再工作，男性实际上必须向雇主支付月薪的20到30倍，才能从事其他更赚钱的工作，例如维修工作。如果一个人没有这笔钱，甚至买不起食物，他们将被判入狱。有传言说，女性在家庭中是决定男性技术是否足够好来做这件事的人。
为了生存，非法市场开始在全国各地涌现。这些市场成为一系列打击和限制的目标，但后来有所放松。这些市场已成为朝鲜绝大多数家庭的主要资金来源，几乎一半的家庭声称私人交易是他们唯一的资金来源。虽然这些数字在铁定的朝鲜很难获得，但研究人员认为，在80%到90%的家庭中，妇女是养家糊口的人。这种戏剧性的变化对这个男权社会产生了巨大的影响。全国各地的女性，在获得新的赚钱能力后变得不那么顺从丈夫，并开始控制许多家庭决定。许多朝鲜妇女称她们的丈夫为“小狗”或“宠物”，因为她们无法做任何有生产力的事情，但仍必须得到照顾和供养。女性现在的收入是男性过去收入的两倍多。
但随着这一变化，这个国家的女性正面临越来越多的家庭暴力。对朝鲜叛逃者进行调查的学者声称，他们还没有采访过没有在家中遭受过某种暴力的女性。他们认为这是因为全国人民家中发生了巨大的权力转移。男人对他们新发现的力量不足感到沮丧。
尽管面临重重障碍，但朝鲜的女性正在引领公民抗议运动。这在这个国家并不常见。当政府对市场进行新的限制时，女性非常直言不讳地参与了抗议活动。
这些变化导致女性更愿意等待更长时间再结婚，而男性则被迫接受女性在家庭中的更为从属的角色。这种权力的转移也导致了另一种悲惨现象：在配偶去世后，现在男性被迫乞讨，而不是像过去一样是女性。[

## 卖淫
在朝鲜，卖淫是非法的，但有消息来源称，包括由Kippumjo和朝鲜国防委员会主席等国家元首招募的妇女和女孩，被用于满足朝鲜劳动党（WPK）高级官员及其家人以及偶尔贵宾的性需求。

## 媒体影响
官方报纸《平壤时报》在1991年8月刊登了一篇文章，介绍了金华淑的职业生涯。她只是一名高中毕业的女性，但凭着她的才华和奉献精神逐渐升至平壤郊区一个负责的职位。她担任了青年工作组组长，之后考上了大学，并成为合作社管理委员会的主席。金还被选为最高人民会议代表。
但即使有这些样例，女性仍未完全解放。在家庭中，儿子仍然比女儿更受欢迎。除了工作外，女性还承担了大部分家务工作，如早餐和晚餐的准备；托儿所和学校系统负责大部分育儿责任。大多数女性从事轻工业工作，其薪水低于男性同行的重工业。在办公场所，她们通常从事秘书和其他低级职务。为了减轻工作负担，女性被允许免除一些家务，但食品工业的发展使得女性可以为家人挑选和购买食品。因此，他们之一的主要任务是对他们的孩子进行共产主义教育。
此外，将男孩和女孩分开上小学和中学可能会强化不同的性别角色。男孩和女孩的学校课程在某些方面也明显不同，更加强调男孩的体育课和女孩的家政课。不过，在四年制大学体系中，女性在医学、生物学和外语文学等专业中似乎特别多。

## 人身自由
虽然朝鲜的宪法规定男女平等，但是现实中女性的权利受到了限制。与男性相比，女性的言论自由、行动自由和其他类似的权利都受到了国家的严格控制。

## 历史意义
特别是在20世纪和21世纪，朝鲜妇女在社会、政治和经济方面发挥了重要作用。她们积极参与社会和政治组织，帮助塑造了朝鲜共产主义，并传播了该政权的社会主义理想。朝鲜妇女社会主义联盟等妇女组织为妇女提供了一个表达日常关切和积极参与共产主义事业的渠道。
女性政治组织和工人组织最终对朝鲜革命的成功起到了关键作用——这场革命的特点是女性(通过组织)和男性都参与了，不像西方许多其他政治革命是基于男性的支持。由于这场革命得到了男女的支持，其影响更加彻底和广泛，不分性别地影响了社区的每一个成员。如果没有朝鲜女性的参与，成功是不可能的。
此外，朝鲜女性是真正的家庭主人。传统的朝鲜社会限制女性在家里工作，而朝鲜革命将这种传统价值转变为英雄主义的渠道。因为女性的代理一直在家里(以前和现代)，她们一直是朝鲜人口意识形态的主要灌输者。她们作为母亲的角色，再次成为共产主义政权成功的主要来源。是女性给孩子灌输思想，管理理想的共产主义家庭(由朝鲜政府规定)。尽管女性在家庭中的永久地位可能有悖于共产主义性别平等的理想，但女性在政权历史发展中的作用是不可否认的。
今天，朝鲜女性行使着新形式的权力，但同时却被排除在实权之外。例如，朝鲜女性是地下(非法)市场的领导者。许多妇女是企业家，在经济困难时期利用创造力和足智多谋养家糊口。当传统的共产主义就业方式无法满足需求时，挣钱养家糊口的往往是妇女。与此同时，虽然一些女性获得了经济权力，但女性在政治高层的代表人数严重不足。共产党中很少有女性领导人，尽管她们参与日常政治。尽管1946年的《性别平等法》第2条规定，朝鲜女性拥有与男性同样的选举权和担任政治职务的权利，但很少有女性能够进入最有权力的职位。
随着时间的推移，朝鲜女性在争取平等方面取得了重大进展。她们在性别平等立法、妇女组织、经济创业等方面取得了成功。然而，她们的进步由于她们国家的经济失败和沙文主义理想(让妇女呆在家里，强调妇女作为母亲的作用，等等)的坚持而受到严重阻碍。尽管面临这些挑战，女性仍然是朝鲜国家发展的重要贡献者。